# 354
Năm 354 là một năm trong lịch Julius. 